# کوپرا فورمنتور
کوپرا فورمنتور (به اسپانیایی: Cupra Formentor‎) یک کراس‌اوور کامپکت (سگمنت سی) است که توسط شرکت اسپانیایی سیات با نام تجاری کوپرا عرضه شده‌است. این خودرو یک اس‌یووی کوپه است و اولین خودرویی است که به‌طور خاص برای برند کوپرا طراحی شده‌است. مشخصات نسخهٔ تولیدی در مارس ۲۰۲۰ پس از به تعویق افتادن رونمایی آن به دلیل لغو نمایشگاه خودرو ژنو، فاش شد. نسخهٔ پروتوتایپ فورمنتور به عنوان یک خودروی مفهومی تقریباً تولید شده در نمایشگاه ژنو ۲۰۱۹ ارائه شد. نام این خودرو از شبه‌جزیرهٔ فورمنتور در جزیرهٔ مایورکای اسپانیا گرفته شده‌است. تولید فورمنتور از اواخر سپتامبر سال ۲۰۲۰ آغاز شد.

## مشخصات
فورمنتور با یک موتور ۱٫۴ لیتری توئین شارژر پلاگین هیبرید با قدرت ۲۴۵ اسب بخار متری (۱۸۰ کیلووات؛ ۲۴۲ اسب بخار) و یک موتور توئین شارژر ۲٫۰ لیتری با قدرت ۳۱۰ اسب بخار متری (۲۲۸ کیلووات؛ ۳۰۶ اسب بخار) برای مدل‌های وی‌زد عرضه شده‌است (وی‌زد از کلمهٔ اسپانیایی veloz به معنی «سریع» گرفته شده‌است). در مدل پرطرفدار وی‌زد۵ نیز از یک موتور پنج سیلندر خطی با حجم ۲٫۵ لیتر و قدرت ۳۹۰ اسب بخار متری (۲۸۷ کیلووات؛ ۳۸۵ اسب بخار) استفاده شده‌است.  نسخهٔ پلاگین هیبرید در حالت تمام برقی با یک بار شارژ حدوداً ۵۰ کیلومتر (۳۱ مایل) مسیر را می‌پیماید همهٔ نسخه‌ها با جعبه‌دندهٔ ۷ سرعتهٔ شیفت مستقیم ارائه می‌شوند.

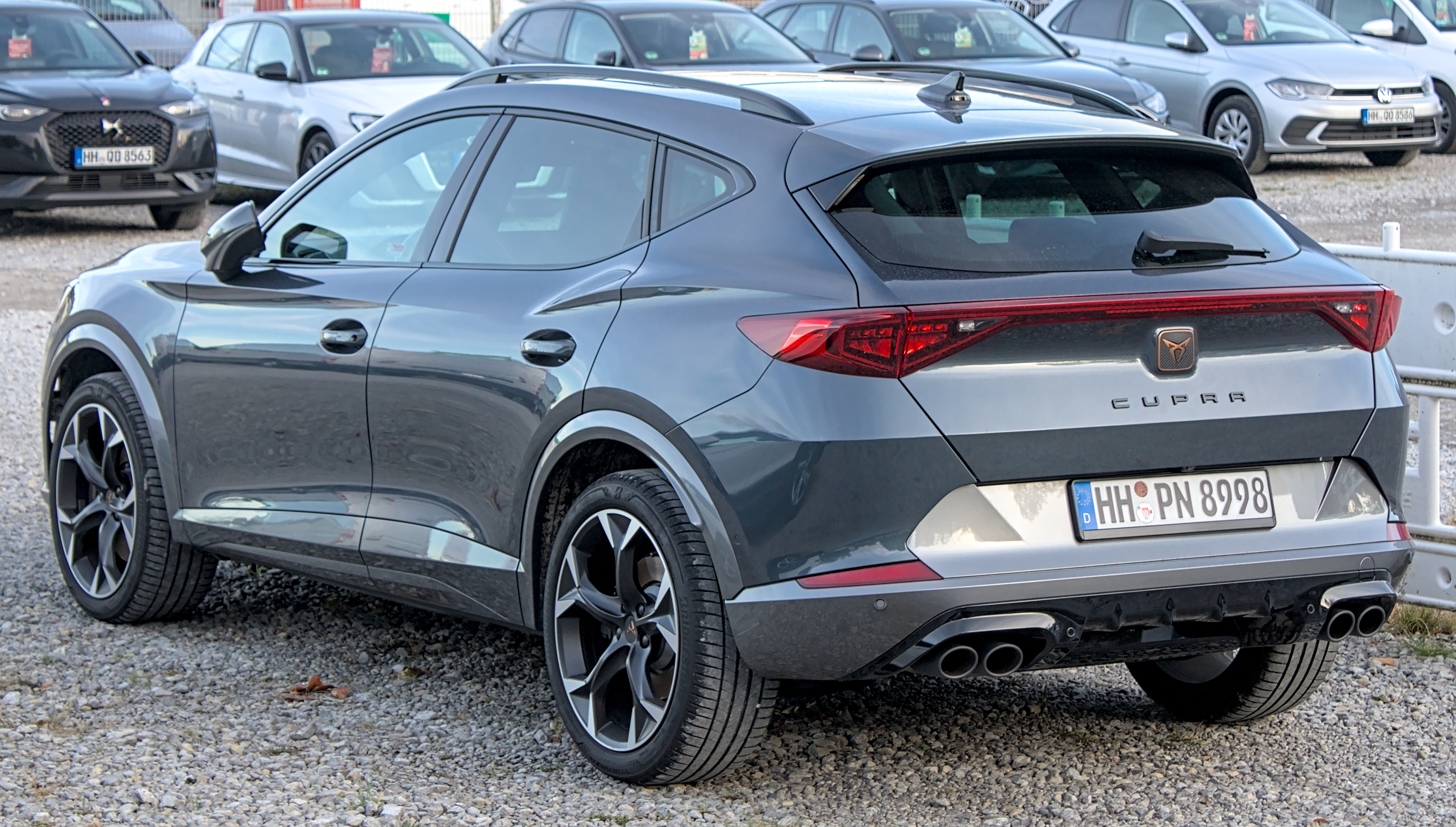
نمای عقب
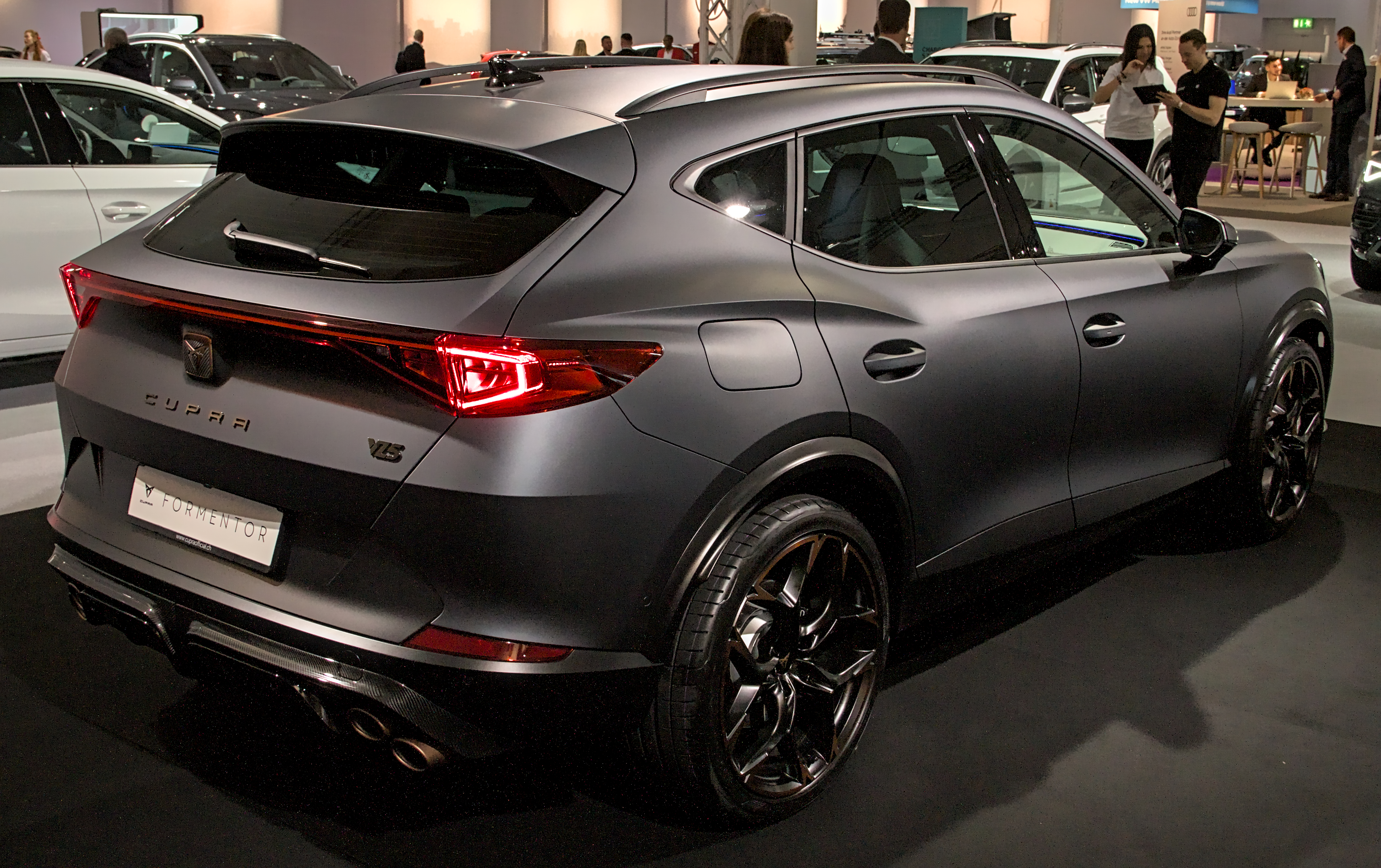
کوپرا فورمنتور وی‌زد۵
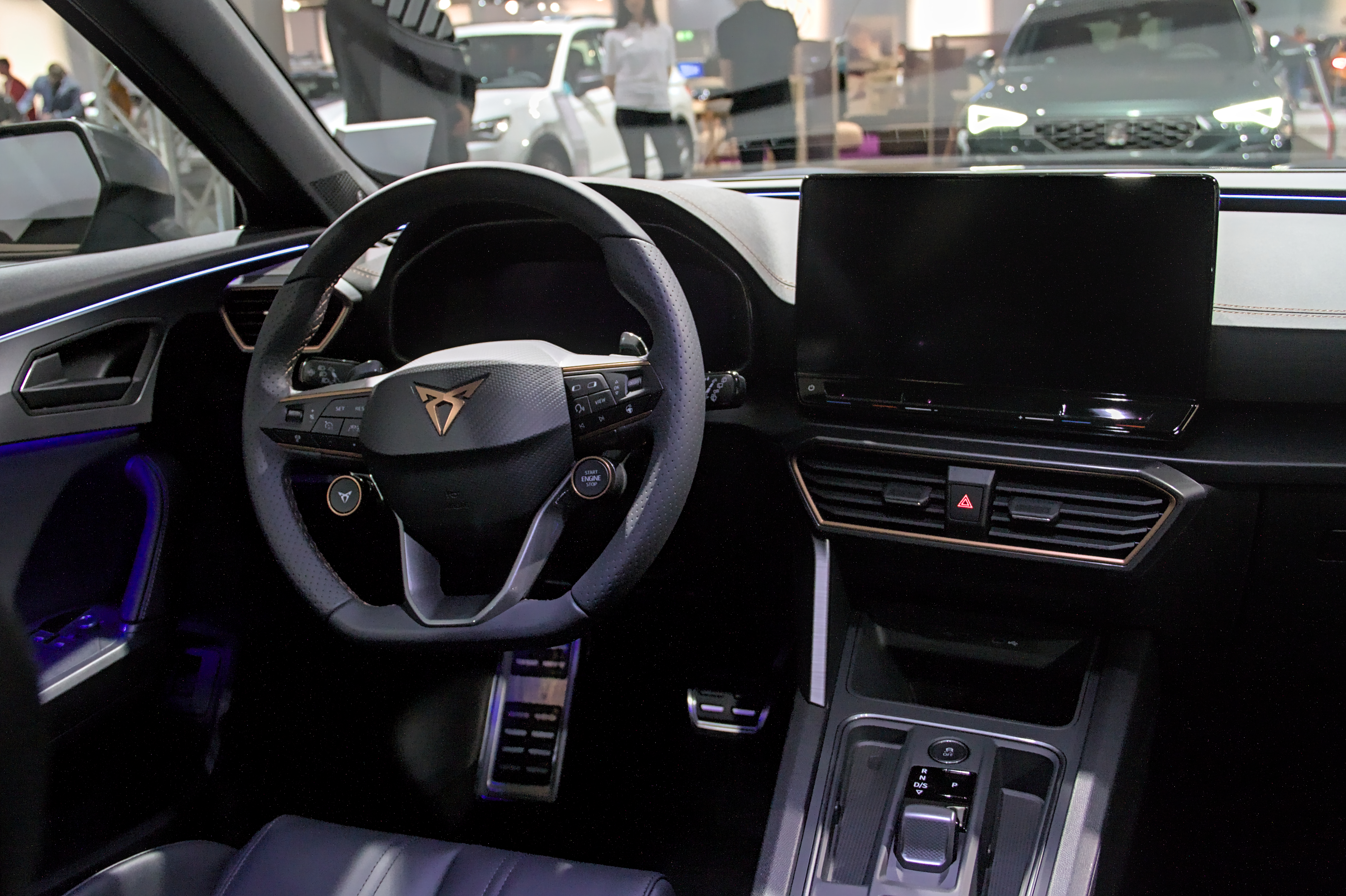
نمای داخلی